# Asociația Suedeză de Fotbal
Asociația Suedeză de Fotbal (suedeză Svenska Fotbollförbundet, SvFF) este forul principal de fotbal din Suedia.